# Hellschen-Heringsand-Unterschaar
Hellschen-Heringsand-Unterschaar é um município do distrito de Dithmarschen, no estado de Schleswig-Holstein, Alemanha.